# Campionato mineiro 2025
Il campionato mineiro 2025 - Módulo I (ufficialmente Campeonato Mineiro Sicoob 2025 - Módulo I per ragioni di sponsorizzazione) è stata la 111ª edizione del campionato mineiro, disputata fra il 18 gennaio e il 15 marzo 2025.

## Stagione

### Novità
Al termine della stagione 2024, sono retrocesse nel Módulo II Ipatinga e Patrocinense. Sono salite dal Módulo II Betim e Aymorés.

### Formato
Il torneo si svolge in due fasi. Nella prima fase, le dodici squadre sono suddivise in quattro gironi da quattro squadre ciascuno. Le prime classificate più la migliore seconda di tali gironi, accedono alla fase finale a eliminazione diretta, che decreterà la vincitrice del campionato. Le migliori quattro squadre per numero di punti ottenuti a non essersi qualificate per la fase finale, accedono al Troféu Inconfidência, mini-torneo che consente alla formazione vincitrice di ottenere un posto in Coppa del Brasile 2026.
Le due squadre col minor numero di punti della prima fase, retrocedono nel Módulo II.

## Risultati

### Prima fase

#### Gruppo A
|  | Pos. | Squadra          | Pt | G | V | N | P | GF | GS | DR |
|  | ---- | ---------------- | -- | - | - | - | - | -- | -- | -- |
|  | 1.   | Tombense         | 16 | 8 | 5 | 1 | 2 | 8  | 5  | +3 |
|  | 2.   | Atlético Mineiro | 16 | 8 | 4 | 4 | 0 | 9  | 2  | +7 |
|  | 3.   | Betim            | 15 | 8 | 4 | 3 | 1 | 12 | 5  | +7 |
|  | 4.   | Uberlândia       | 9  | 8 | 2 | 3 | 3 | 10 | 10 | 0  |

Legenda:
      Ammessa alla fase finale.
      Ammessa al Troféu Inconfidência.
Note:
Tre punti a vittoria, uno a pareggio, zero a sconfitta.

#### Gruppo B
|  | Pos. | Squadra      | Pt | G | V | N | P | GF | GS | DR |
|  | ---- | ------------ | -- | - | - | - | - | -- | -- | -- |
|  | 1.   | América-MG   | 13 | 8 | 3 | 4 | 1 | 14 | 5  | +9 |
|  | 2.   | Athletic     | 12 | 8 | 4 | 0 | 4 | 12 | 12 | 0  |
|  | 3.   | Democrata-GV | 11 | 8 | 3 | 2 | 3 | 8  | 9  | -1 |
|  | 4.   | Itabirito    | 8  | 8 | 2 | 2 | 4 | 7  | 11 | -4 |

Legenda:
      Ammessa alla fase finale.
      Ammessa al Troféu Inconfidência.
Note:
Tre punti a vittoria, uno a pareggio, zero a sconfitta.

#### Gruppo C
|  | Pos. | Squadra      | Pt | G | V | N | P | GF | GS | DR  |
|  | ---- | ------------ | -- | - | - | - | - | -- | -- | --- |
|  | 1.   | Cruzeiro     | 11 | 8 | 3 | 2 | 3 | 11 | 9  | +2  |
|  | 2.   | Pouso Alegre | 8  | 8 | 2 | 2 | 4 | 7  | 15 | -8  |
|  | 3.   | Aymorés      | 7  | 8 | 1 | 4 | 3 | 3  | 5  | -2  |
|  | 4.   | Villa Nova   | 4  | 8 | 1 | 1 | 6 | 4  | 17 | -13 |

Legenda:
      Ammessa alla fase finale.
      Ammessa al Troféu Inconfidência.
      Retrocessa nel Módulo II 2026
Note:
Tre punti a vittoria, uno a pareggio, zero a sconfitta.

### Troféu Inconfidência
|  | Semifinali       | Semifinali       | Semifinali | Semifinali | Semifinali |  |  | Finale     | Finale     | Finale | Finale | Finale |  |
|  |                  |                  |            |            |            |  |  |            |            |        |        |        |  |
|  | Uberlândia (dtr) | Uberlândia (dtr) | 0          | 1          | 1 (4)      |  |  |            |            |        |        |        |  |
|  | Betim            | Betim            | 0          | 1          | 1 (3)      |  |  | Uberlândia | Uberlândia | 0      | 2      | 2      |  |
|  | Democrata-GV     | Democrata-GV     | 0          | 0          | 0          |  |  | Athletic   | Athletic   | 2      | 3      | 5      |  |
|  | Athletic         | Athletic         | 0          | 1          | 1          |  |  |            |            |        |        |        |  |

### Fase finale
|  | Semifinali       | Semifinali       | Semifinali | Semifinali | Semifinali |  |  | Finale           | Finale           | Finale | Finale | Finale |  |
|  |                  |                  |            |            |            |  |  |                  |                  |        |        |        |  |
|  | Atlético Mineiro | Atlético Mineiro | 2          | 2          | 4          |  |  |                  |                  |        |        |        |  |
|  | Tombense         | Tombense         | 0          | 0          | 0          |  |  | Atlético Mineiro | Atlético Mineiro | 4      | 0      | 4      |  |
|  | Cruzeiro         | Cruzeiro         | 1          | 1          | 2 (2)      |  |  | América-MG       | América-MG       | 0      | 1      | 1      |  |
|  | América-MG (dtr) | América-MG (dtr) | 1          | 1          | 2 (4)      |  |  |                  |                  |        |        |        |  |